# Wictor Petersson
Wictor Petersson, född 1 maj 1998 i Häglinge församling, är en svensk friidrottare (kulstötning) som tävlar för Malmö AI.
Vid U23-EM i juli 2019 i Gävle tog Petersson hem bronsmedaljen i kulstötning med en stöt på 19,53 m.
Vid VM i friidrott 2019 i Doha slutade Petersson på 20,31 vilket var nästan 60 centimeter från kvalgränsen.
Vid OS i friidrott i Tokyo 2021 stötte han 19,73 m, vilket inte räckte till finalplats för vilket det krävdes 20,90 meter.
22 februari 2025 slog Petersson svenskt inomhusrekord i kulstötning med 21,49.

## Personliga rekord
| Utomhus - Kula: 20,94 (Oslo, Norge 11 juni 2020) - Diskus: 57,51 (Norrköping, Sverige 22 augusti 2020) | Inomhus - Kula: 21,49 (Växjö, Sverige 22 februari, 2025) |

### Fotnoter
1. ↑  ”Tävlingsårsskiftesövergångar 15 november 2013”. friidrott.se. 18 oktober 2013. Arkiverad från originalet den 22 november 2016. https://web.archive.org/web/20161122224316/http://www.friidrott.se/forbundsinfo/overgangar/arsskifte1314.aspx. Läst 4 mars 2019.
2. 1 2  ”European Athletics U23 Championships - Gävle 2019” (på engelska). european-athletics.org. https://www.european-athletics.org/competitions/european-athletics-u23-championships/history/year=2019/results/index.html. Läst 25 augusti 2019.
3. ↑  ”Stora SM 2017”. trackandfield.se. http://www.trackandfield.se/resultat/2017/170825_27.htm. Läst 1 oktober 2017.
4. ↑  ”Stora SM 2018”. trackandfield.se. http://www.trackandfield.se/resultat/2018/180824.htm. Läst 5 september 2018.
5. ↑  ”Friidrotts-SM 2019 Karlstad”. Arkiverad från originalet den 2 september 2019. https://web.archive.org/web/20190902083413/http://212.247.216.72/friidrott/sm19/result_t.php. Läst 17 september 2019.
6. ↑  ”Resultat: Friidrotts-SM, Uppsala 14‐16.8.20”. friidrottsstatistik.se. https://www.friidrottsstatistik.se/resultsswe.php?CID=12968582&Season=2020. Läst 1 september 2020.
7. ↑  ”Friidrotts-SM, Borås 27-29.8.21”. friidrottsstatistik.se. https://www.friidrottsstatistik.se/resultsswe.php?CID=12994166&Season=2021. Läst 29 augusti 2021.
8. ↑  ”Resultat: Friidrotts-SM, Norrköping 5‐7.8.22”. friidrottsstatistik.se. https://www.friidrottsstatistik.se/resultsswe.php?CID=13019519&Season=2022. Läst 7 augusti 2022.
9. ↑  ”Resultat: Friidrotts-SM, Söderhamn 28‐30.7.23”. friidrottsstatistik.se. https://www.friidrottsstatistik.se/resultsswe.php?CID=13045848&Season=2023. Läst 7 september 2023.
10. ↑  ”Resultat: Friidrotts-SM, Uddevalla 28‐30.6.24”. friidrottsstatistik.se. https://www.friidrottsstatistik.se/resultsswe.php?CID=13077169&Season=2024. Läst 29 juni 2024.
11. 1 2  ”Resultat: Friidrotts-SM, Karlstad 31.7‐3.8.25”. friidrottsstatistik.se. https://www.friidrottsstatistik.se/resultsswe.php?CID=13110713&Season=2025. Läst 1 augusti 2025.
12. ↑  ”ISM 2018 2018-02-27”. primawebb.se. Arkiverad från originalet den 28 februari 2018. https://web.archive.org/web/20180228042650/http://primawebb.se/giffri/ism2018/Results_Total.html. Läst 27 februari 2018.
13. ↑  ”Inomhus-SM 2019”. liveresults.se. https://liveresults.se/competition/inomhus-sm-2019?tab=results. Läst 17 februari 2019.
14. ↑  ”ISM 2020 Växjö 22–23 februari”. telekonsultarena.se. https://telekonsultarena.se/resultat/ISM20/Resultat.php. Läst 29 februari 2020.
15. ↑  ”Resultat: Inomhus-SM, Malmö/A 19‐21.2.21 Inne”. friidrottsstatistik.se. https://www.friidrottsstatistik.se/resultsswe.php?CID=12976657&Season=2021. Läst 23 juli 2021.
16. ↑  ”Resultat: ISM, Malmö/A 17‐19.2.23 Inne”. friidrottsstatistik.se. https://www.friidrottsstatistik.se/resultsswe.php?CID=13028716&Season=2023. Läst 20 februari 2023.
17. ↑  ”Resultat: ISM, Karlstad 16‐18.2.24 Inne”. friidrottsstatistik.se. https://www.friidrottsstatistik.se/resultsswe.php?CID=13055642&Season=2024. Läst 29 juni 2024.
18. ↑  ”Resultat: ISM, Växjö 21‐23.2.35 Inne”. friidrottsstatistik.se. https://www.friidrottsstatistik.se/resultsswe.php?CID=13089546&Season=2025. Läst 23 februari 2025.
19. 1 2  ”Personsida på IAAF:s webbplats” (på engelska). iaaf.org. https://www.iaaf.org/athletes/sweden/wictor-petersson-275951. Läst 7 oktober 2019.
20. ↑  Sveriges Befolkning 2000: Otto Wictor Johan Petersson
21. ↑  Jonas Hedman (12 juli 2019). ”U23-EM: BRONS FÖR WICTOR”. friidrott.se. Arkiverad från originalet den 29 juli 2019. https://web.archive.org/web/20190729010757/http://www.friidrott.se/nyheter.aspx?id=23549. Läst 25 augusti 2019.
22. ↑  ”800 Metres Men IAAF World Championships Doha 2019, Quatar 27 Sep 2019 - 06 Oct 2019” (på engelska). iaaf.org. https://www.iaaf.org/results/iaaf-world-championships-in-athletics/2019/iaaf-world-athletics-championships-doha-2019-6033/men/shot-put/qualification/result. Läst 25 oktober 2019.
23. ↑  Sköldbäck, Carl (3 oktober 2019). ”Wictor Petersson långt från final”. https://www.svt.se/sport/friidrott/wictor-petersson. Läst 3 oktober 2019.
24. ↑  Orbring, Gustav (3 oktober 2019). ”Wictor imponerade i VM-debuten”. friidrott.se. Arkiverad från originalet den 15 november 2019. https://web.archive.org/web/20191115063100/http://www.friidrott.se/nyheter.aspx?id=23941. Läst 25 oktober 2019.
25. ↑  ”Ingen finalplats för Wictor Petersson”. Sveriges Radio - Radiosporten. 3 augusti 2021. https://sverigesradio.se/artikel/ingen-finalplats-for-wictor-petersson.
26. 1 2  ”Nytt svenskt rekord i Växjö – Petersson först på 50 år”. www.aftonbladet.se. 22 februari 2025. https://www.aftonbladet.se/sportbladet/a/Oo1xa3/svenskt-rekord-i-kula-av-wictor-petersson-i-inomhus-sm. Läst 23 februari 2025.
27. ↑  ”Personsida på European Athletics' webbplats” (på engelska). european-athletics.org. https://www.european-athletics.org/athletes/group=p/athlete=145612-petersson-wictor/index.html. Läst 7 oktober 2019.
28. ↑  ”Wictor Petersson”. Worldathletics. https://www.worldathletics.org/athletes/sweden/wictor-petersson-14481190. Läst 5 mars 2021.